# 오사카코역
오사카코역(일본어: 大阪港駅, おおさかこうえき)은 일본 오사카부 오사카시 미나토구에 있는 오사카 시영 지하철의 철도역이다.
부역명은 가이유칸 앞이다.

## 개요 및 역 구조
섬식 승강장 1면 2선 고가역이다. 개찰, 중앙 광장은 2층, 플랫폼은 3층에 있다. 개찰구는 동서 1 개씩 있다.

### 승강장
| 1 | ■ 주오선  | 혼마치 · 모리노미야 · 나가타 · 이코마 · 갓켄나라토미가오카 방면 |
| 2 | ■ 주오 선 | 유메시마 방면                                                   |

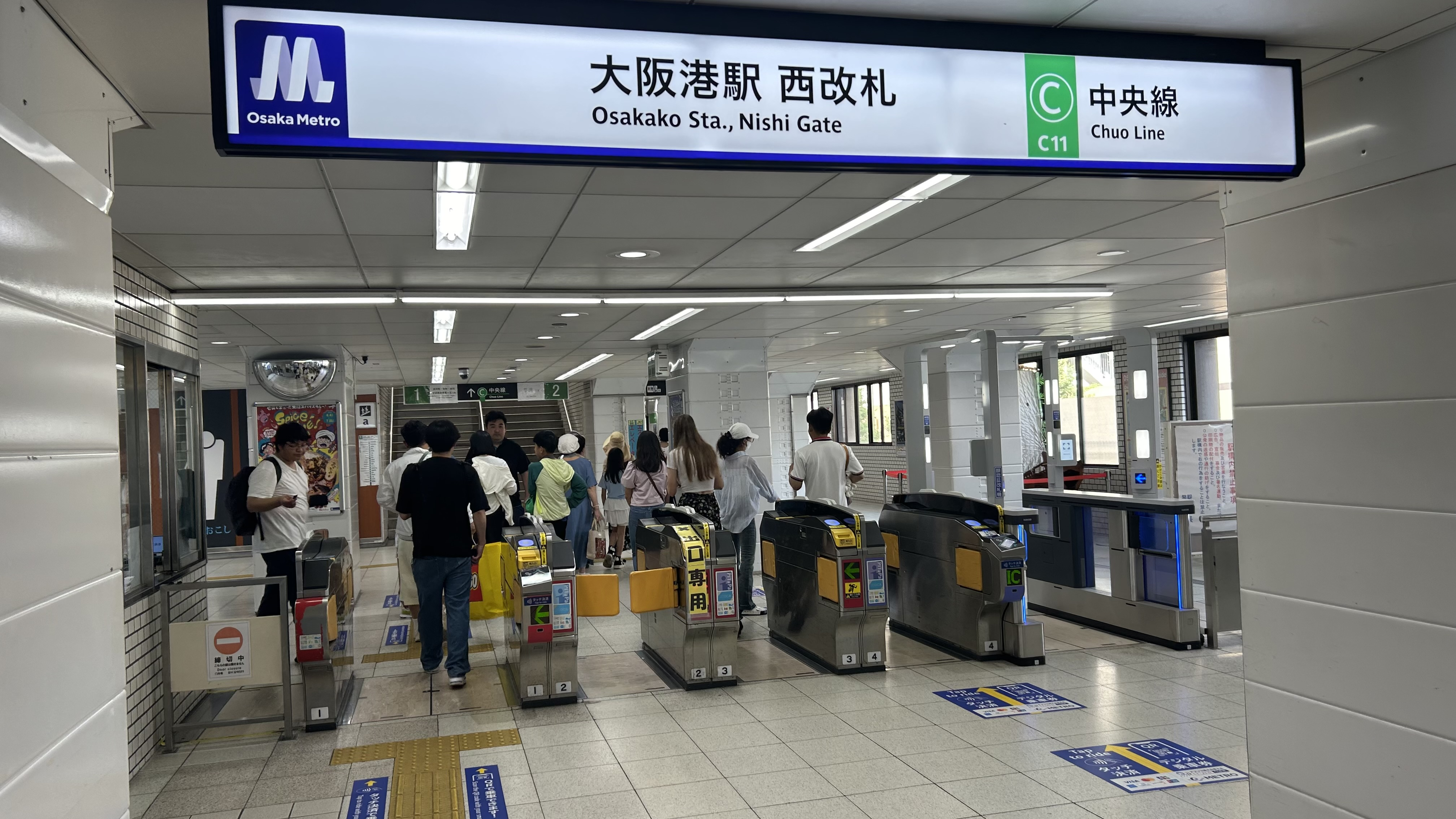
서쪽 개찰구
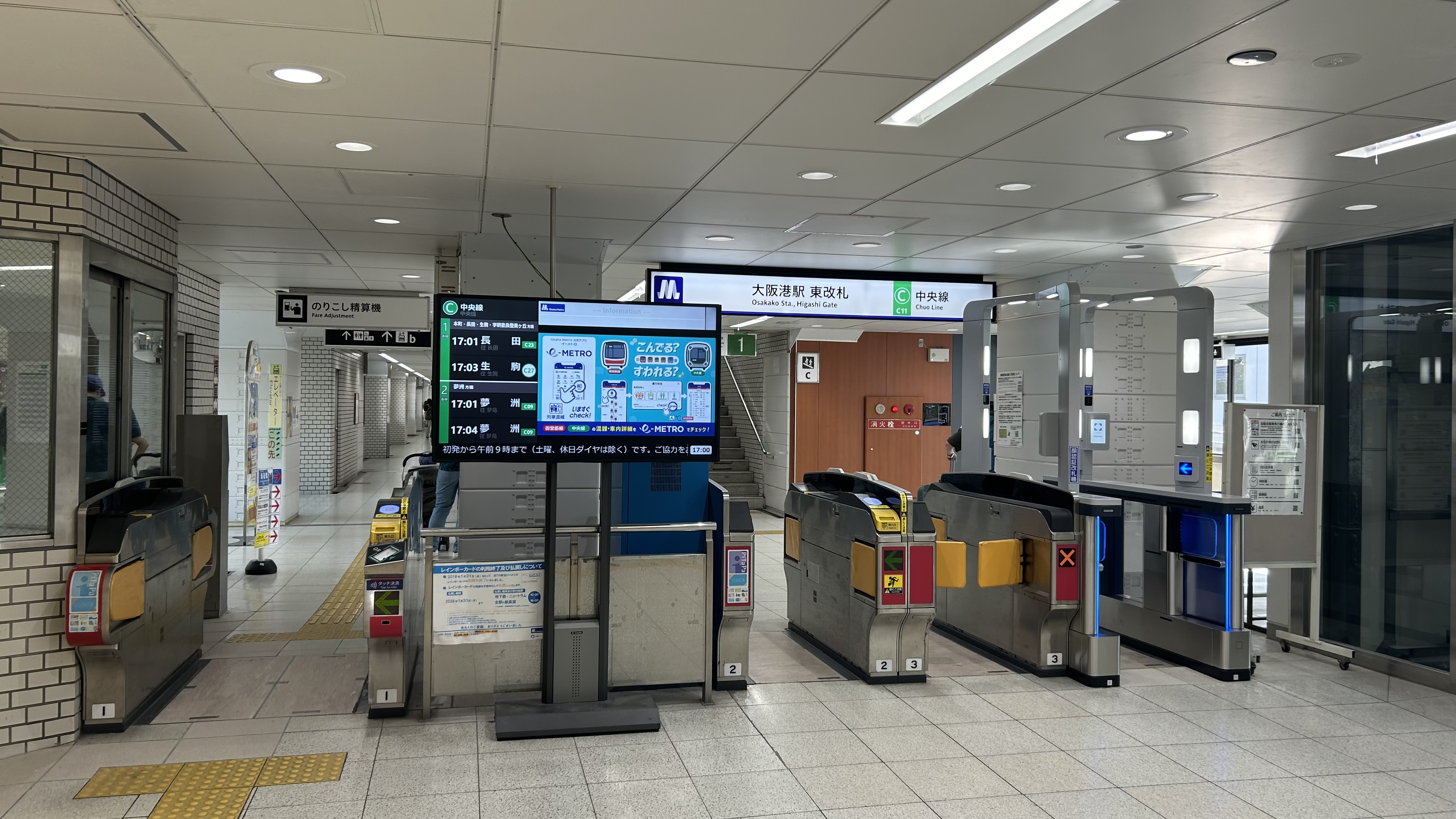
동쪽 개찰구
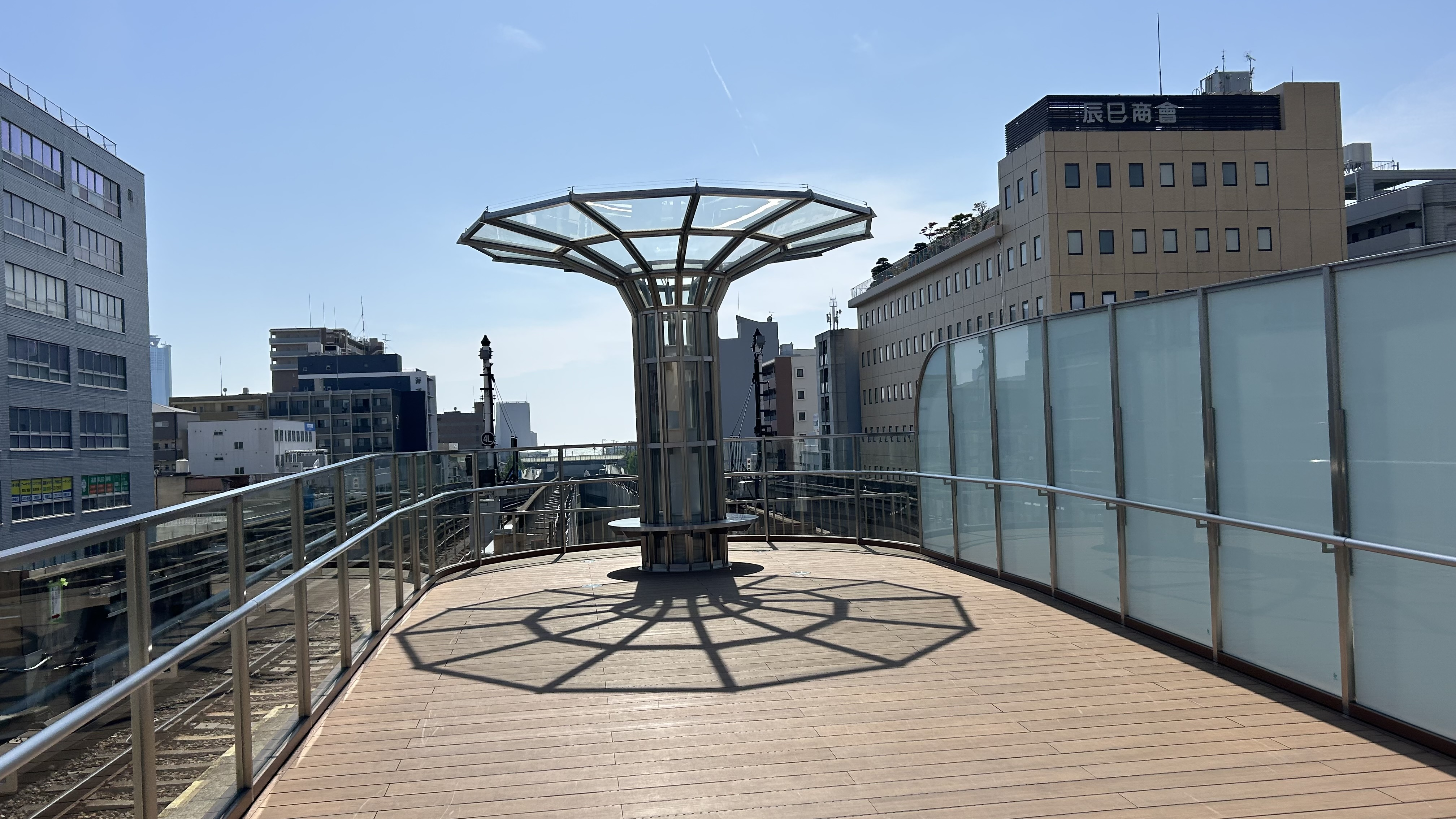
전망대

### 화장실
화장실은 서쪽과 동쪽 개찰구 안에 있다.

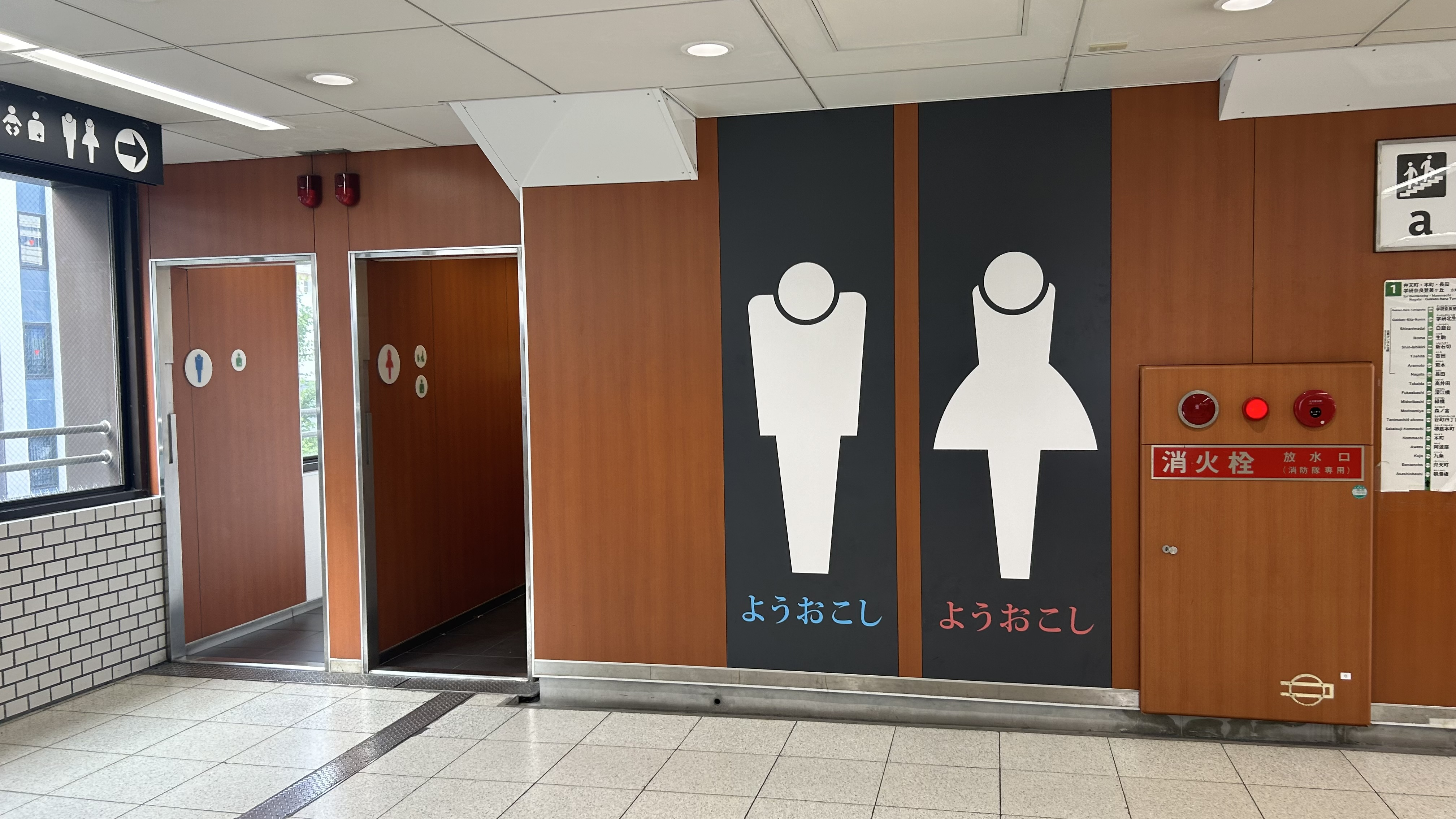
서쪽 개찰구 내 화장실
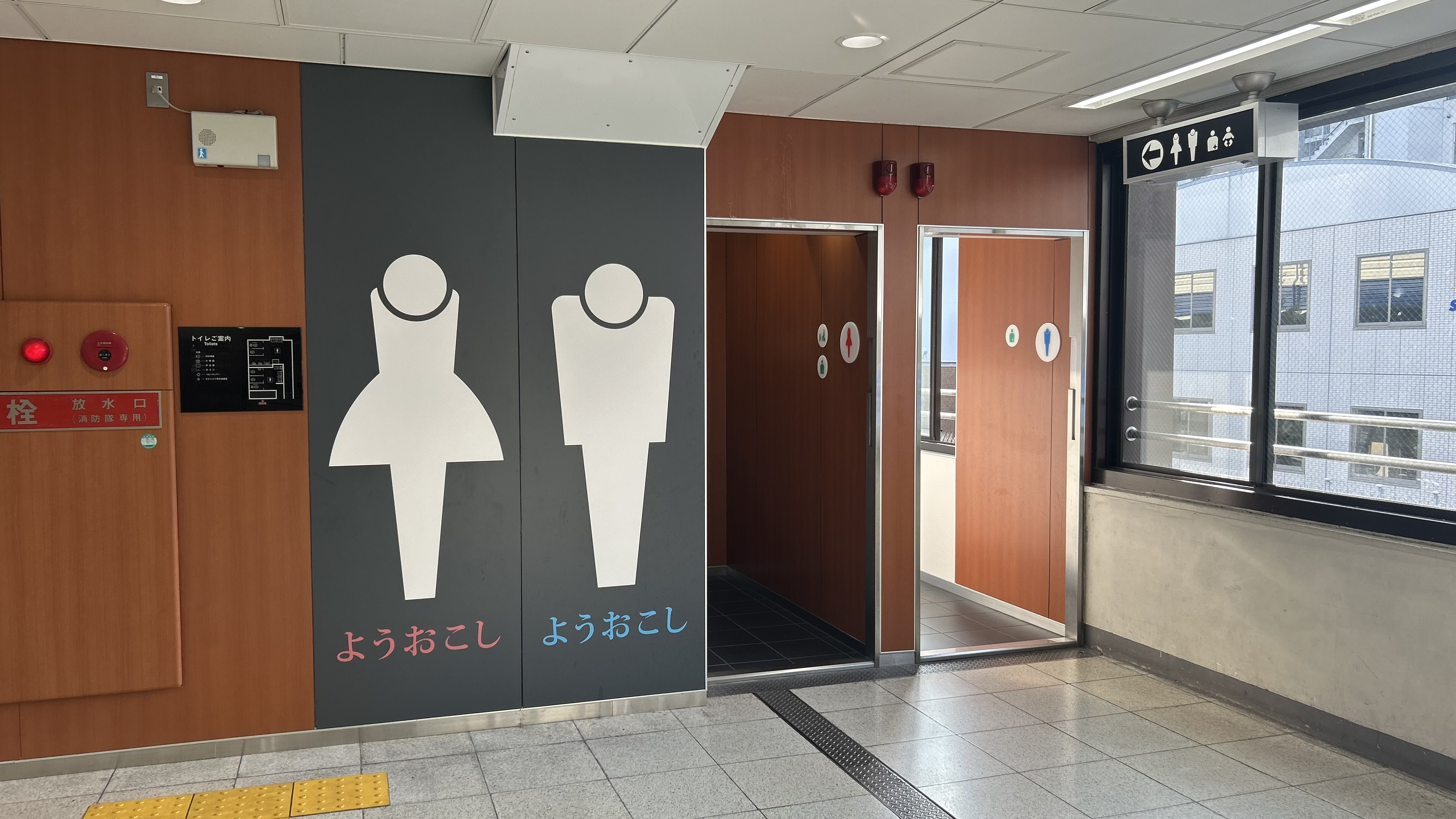
동쪽 개찰구 내 화장실

### 출입구
| 출구 번호 | 출구 주변                                    | 연결 개찰구 | 비고            |
| --------- | -------------------------------------------- | ----------- | --------------- |
| 1         | 가이유칸・덴포잔                             | 서쪽 개찰구 | 엘리베이터 있음 |
| 2         | 가이유칸・덴포잔                             | 서쪽 개찰구 |                 |
| 3         |                                              | 서쪽 개찰구 |                 |
| 4         | piaNPO・오사카항 노동 공공 직업 안정소       | 서쪽 개찰구 |                 |
| 5         |                                              | 동쪽 개찰구 |                 |
| 6         | 가이간도리 갤러리・CASO 포트타운 히가시역 앞 | 동쪽 개찰구 |                 |
| EV        |                                              | 동쪽 개찰구 | 엘리베이터 있음 |

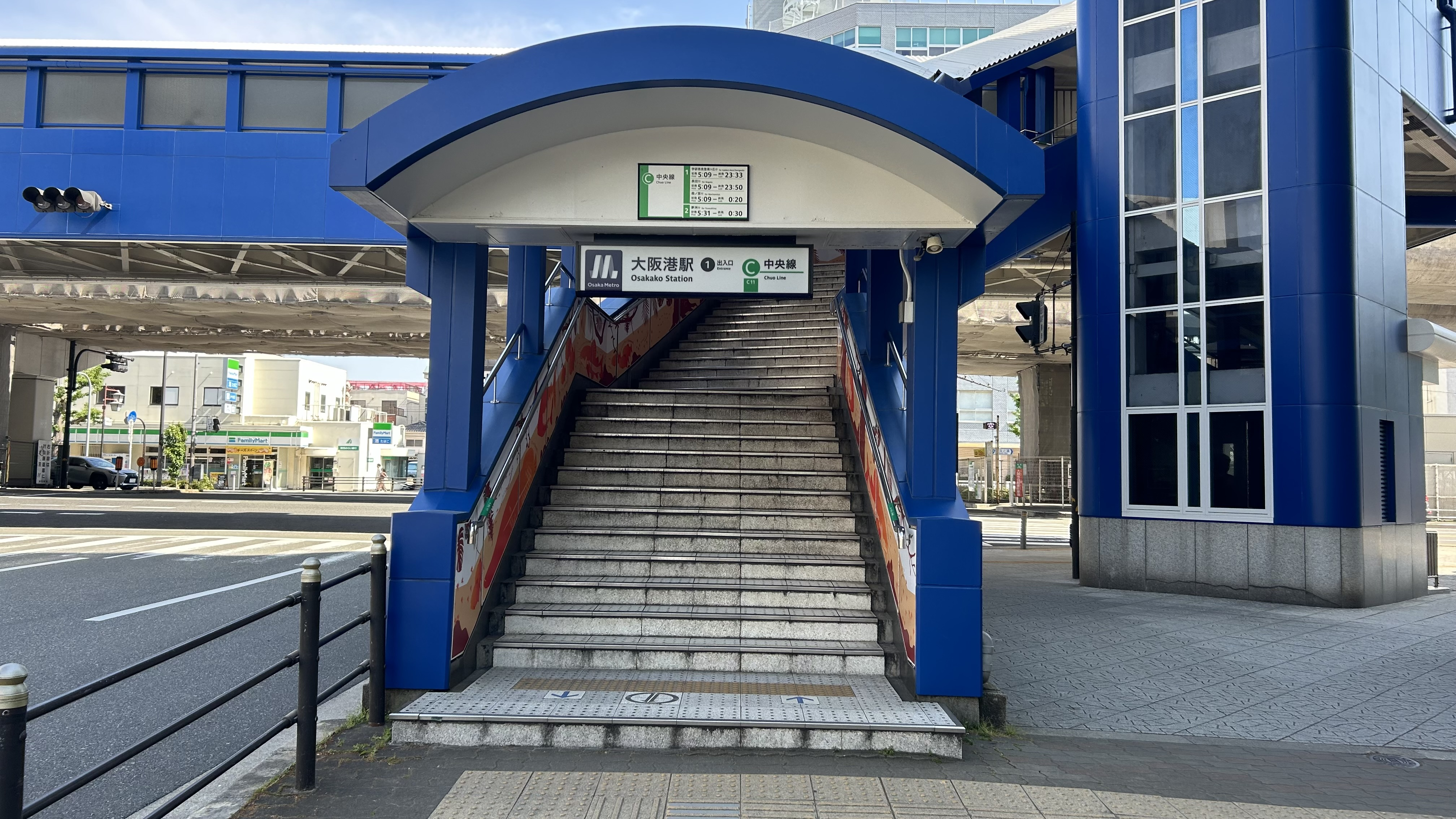
1번 출입구
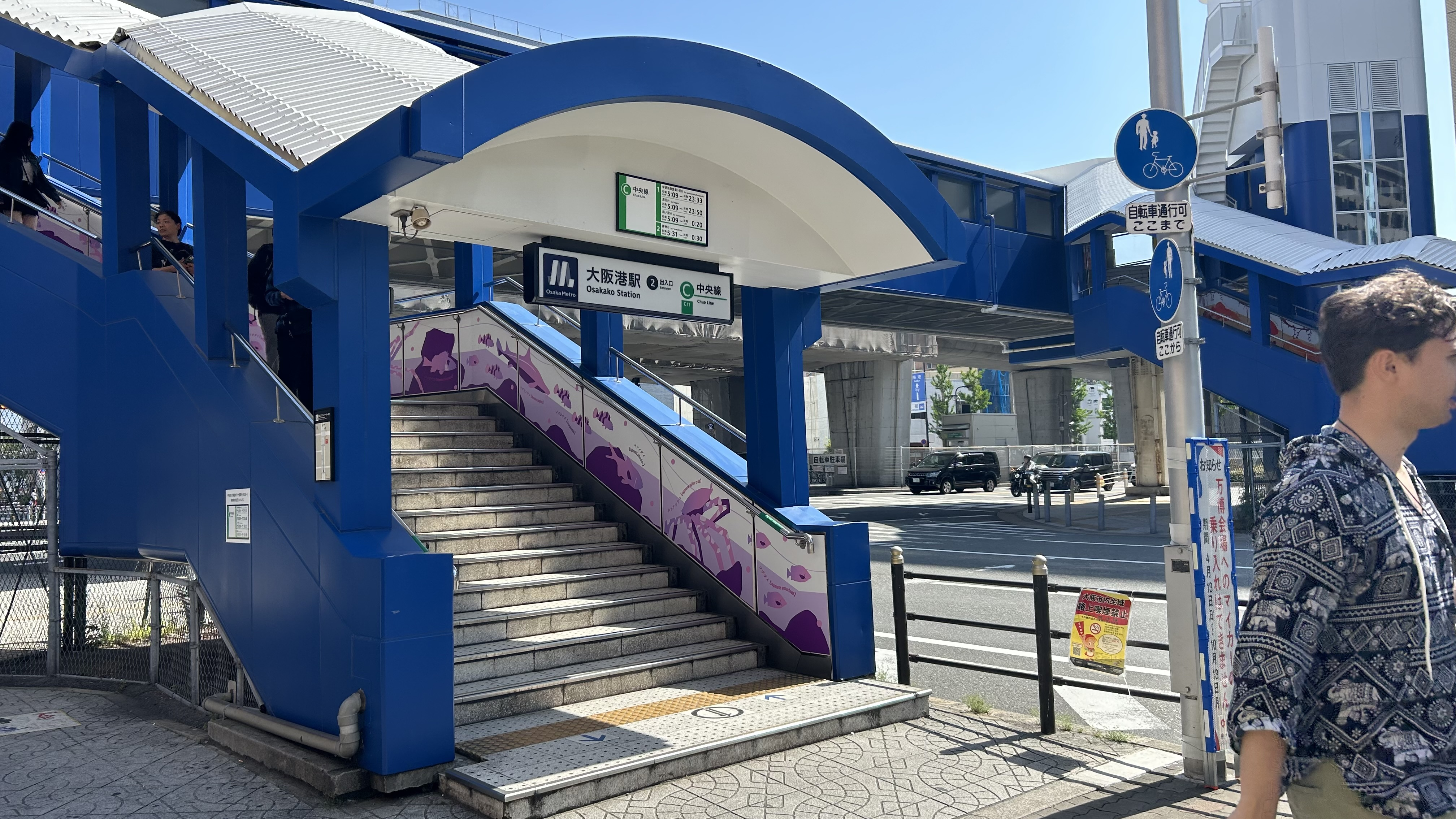
2번 출입구
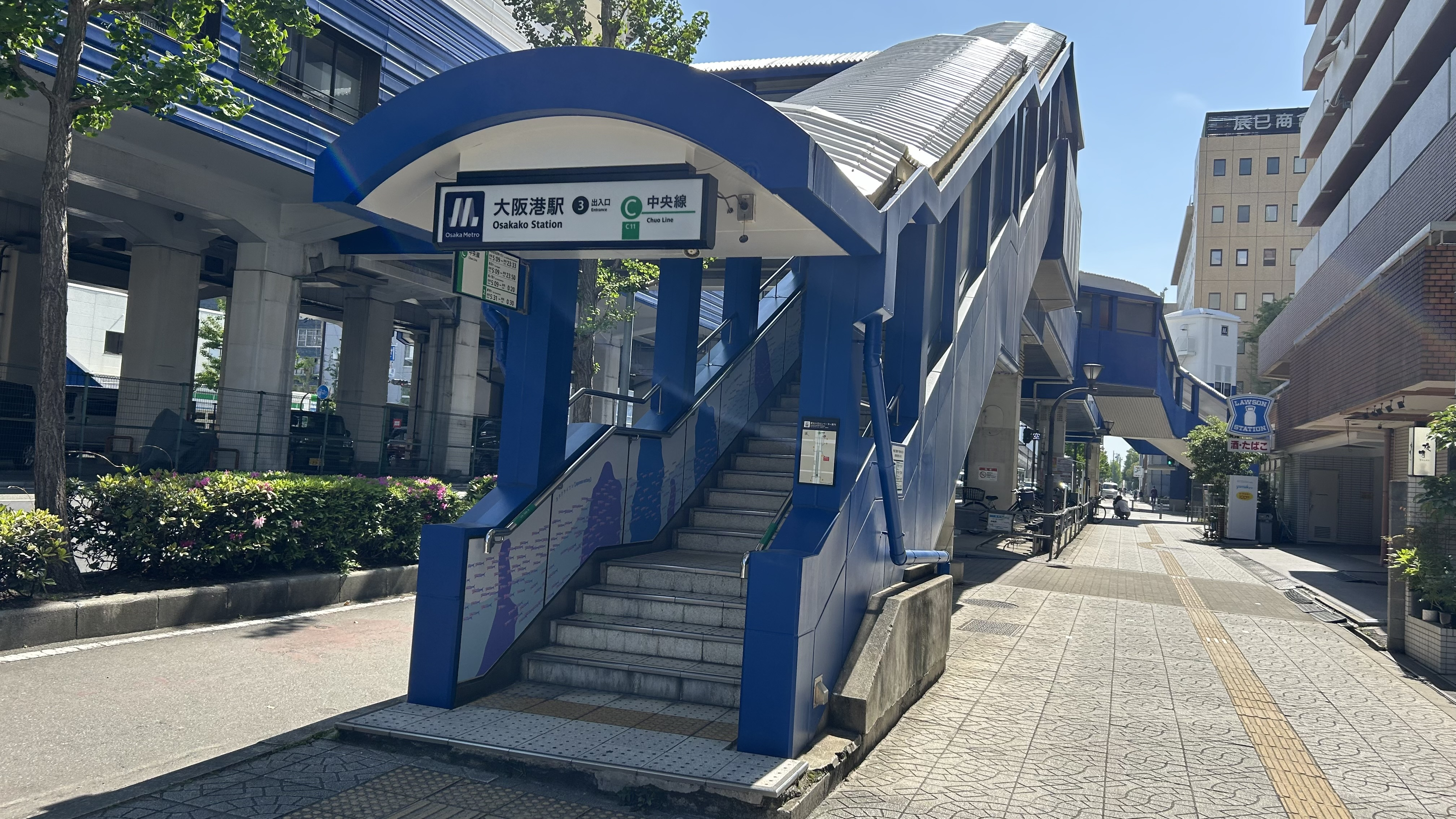
3번 출입구
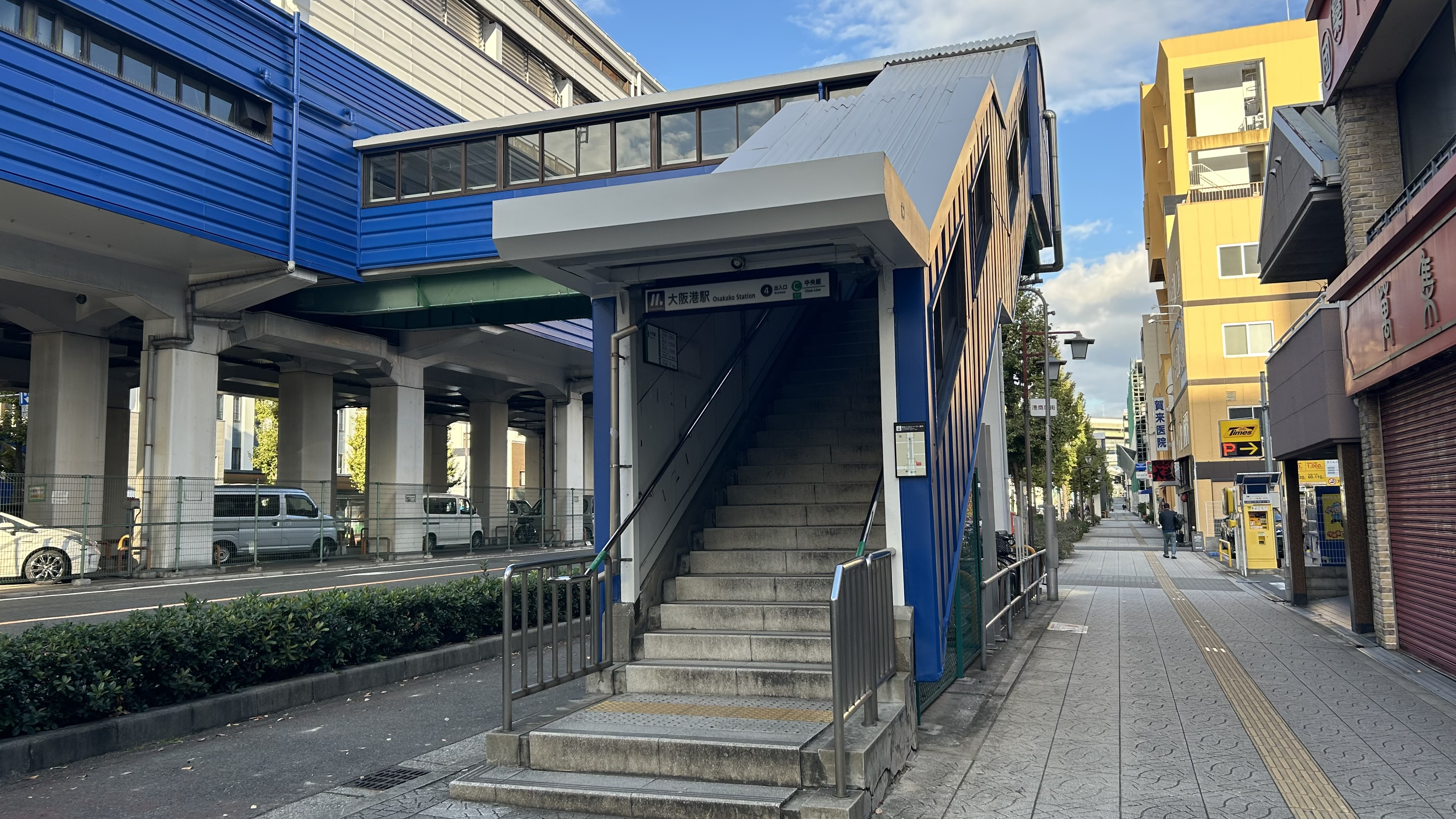
4번 출입구
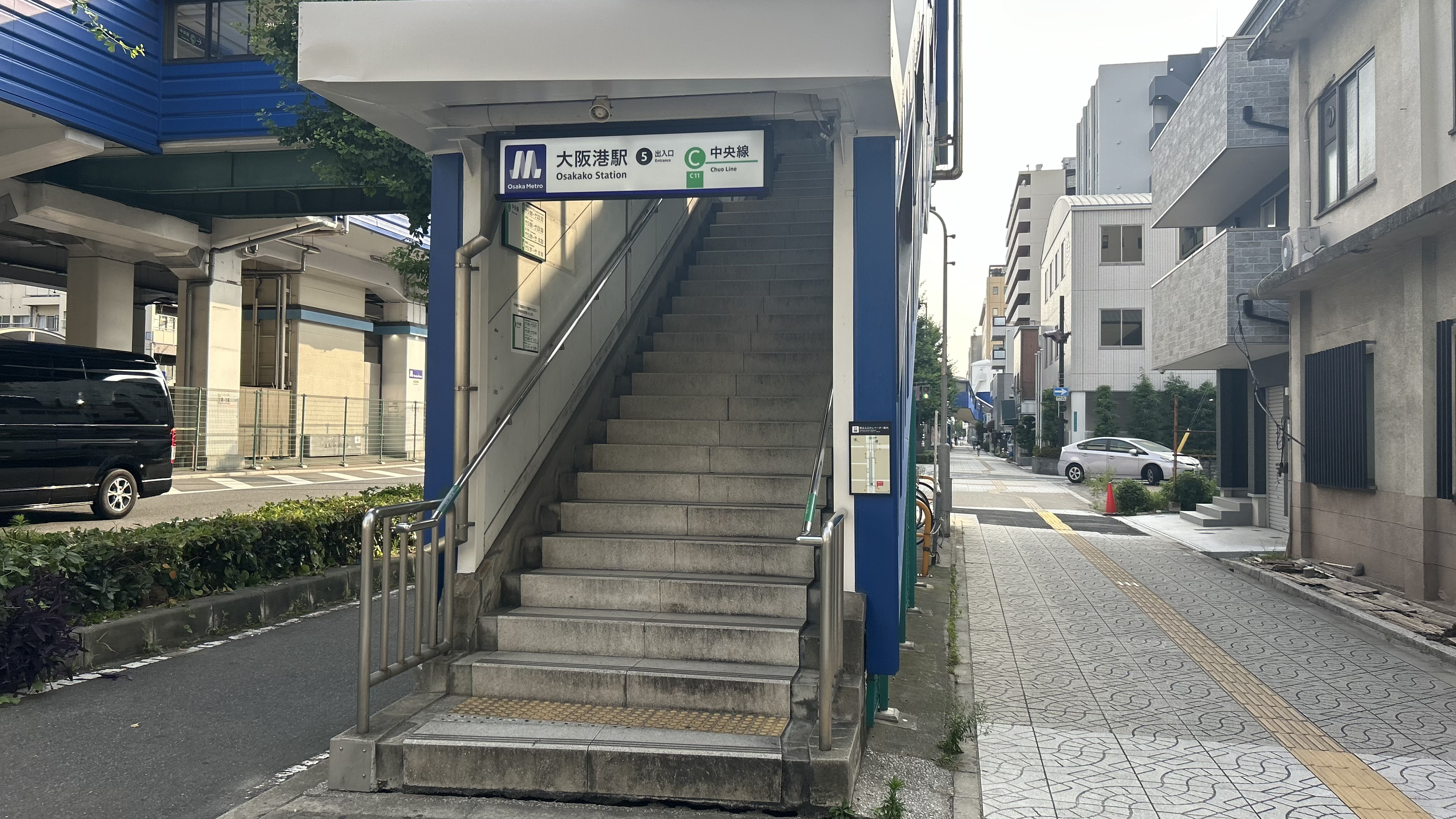
5번 출입구
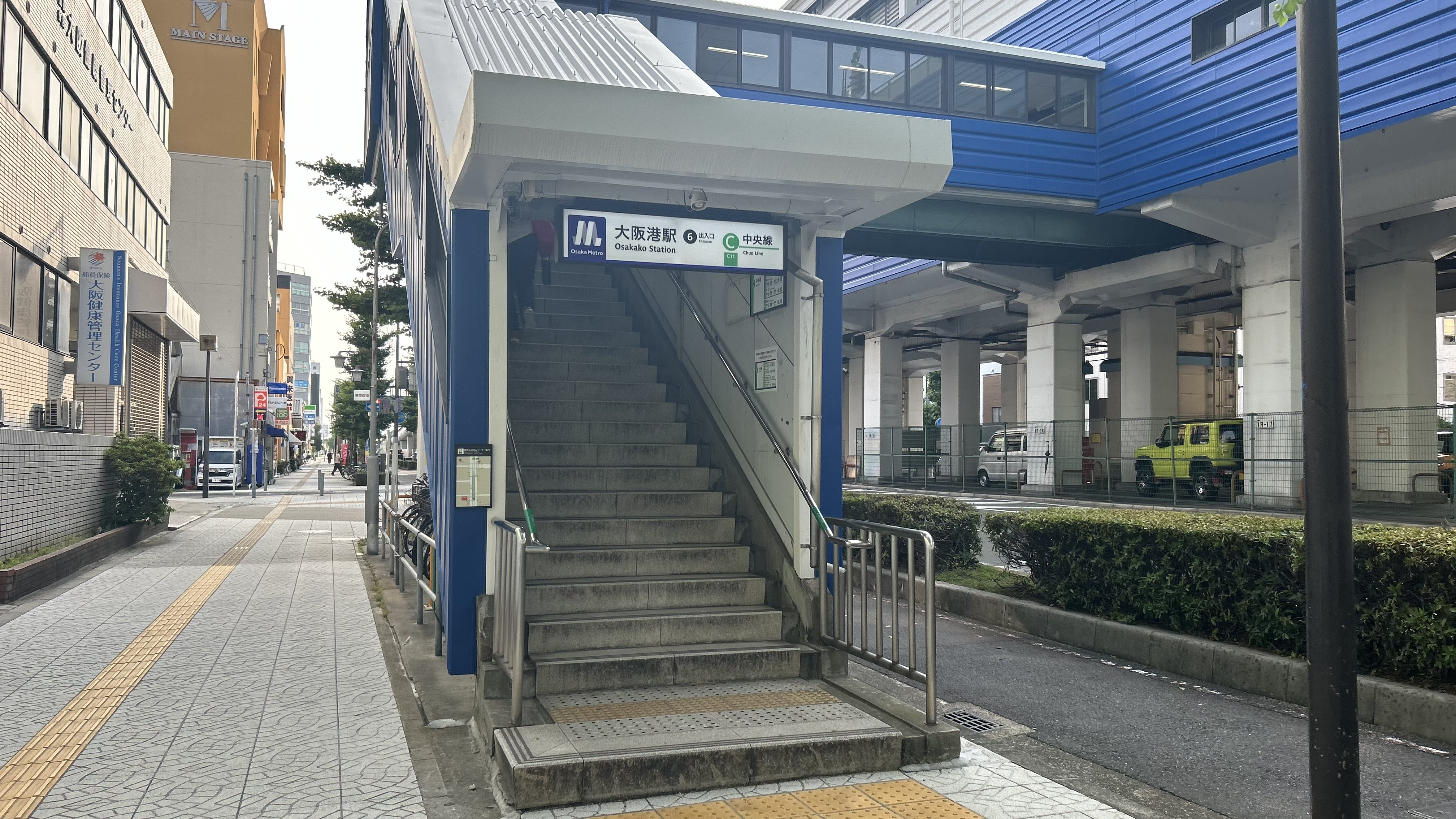
6번 출입구

## 역세권 정보
- 오사카항
- 오사카 항만 합동청사
- 국도 제172호
- 오사카 수상 경찰서
- 가이유칸
- 덴포산 (일본에서 가장 낮은 산)[1][2][3]

## 역사
- 1961년 12월 11일: 주오선 영업 개시.
- 1997년 12월 18일: OTS테크노포트선 오사카항 ~ 코스모스퀘어 간 영업 개시. 상호 직통운전의 경계역이 됨, 승무교대는 없었음.
- 2005년 7월 1일: OTS의 철도 사업이 오사카 시영 지하철에 편입되어, 주오선이 됨.

## 인접역
| ■ 오사카 메트로 주오선         | ■ 오사카 메트로 주오선 | ■ 오사카 메트로 주오선       |
| ------------------------------ | ---------------------- | ---------------------------- |
| C10 코스모스퀘어 유메시마 방면 | ■ 오사카 지하철 주오선 | 아사시오바시 C12 나가타 방면 |

## 참고
1. ↑  “大阪市市政 1.天保山（てんぽうざん）渡船場” (일본어). 오사카시. 2011년 11월 24일. 2012년 1월 19일에 확인함.
2. ↑  “天保山山岳会公式ホームページ” (일본어). 텐포잔 산악회. 2010년 7월. 2013년 4월 9일에 원본 문서에서 보존된 문서. 2012년 1월 19일에 확인함.
3. ↑  “嗚呼！天保山！-日本一低い山登頂記” (일본어). All about. 2008년 4월 27일. 2010년 5월 27일에 원본 문서에서 보존된 문서. 2012년 1월 19일에 확인함.